# Иоанн II (архиепископ Новгородский)
Схиархиепископ Иоа́нн (в монашестве Илия; ум. 7 сентября 1186) — епископ Русской церкви, архиепископ Новгородский и Псковский (с 1165); святой Русской церкви, почитается в лике святителей.

## Биография
Родился в Новгороде. Был сначала пресвитером при церкви святого Власия. Прославившись благочестивыми подвигами, Иоанн после смерти святого Аркадия был избран новгородцами на епископскую кафедру. В 1165 году был возведён в сан архиепископа, который сохранялся за последующими новгородскими владыками. Почитается как покровитель Новгорода, по молитвам которого город был спасён в феврале 1170 года при его осаде соединёнными силами русских князей. В 1172 году ездил во Владимир для переговоров с суздальским князем Андреем Боголюбским о заключении мира. Вместе с братом Гавриилом (в иночестве Григорием) построил несколько церквей (среди них церковь Благовещения в Аркажах, возведенная в 1179 году за 70 дней, вероятно, к 10-летнему юбилею победы новгородцев над суздальским войском).
В 1185 году Илия принял схиму и нарёкся Иоанном; в следующем году он умер. Мощи его открыты в 1439 году в новгородском Софийском соборе, и архиепископом Новгородским Евфимием установлено местное празднование.
Прославлен на Соборе 1547 года при митрополите Московском Макарии как общероссийский святой. Память святого Иоанна празднуется 7 (20) сентября с великим славословием. В Прологе и Четьих-Минеях под этим числом помещаются его житие. Краткое проложное житие святителя с вероятностью датируется 1440—1450-ми годами.
3 апреля 1919 года сотрудниками VIII отдела Народного комиссариата юстиции по ликвидации святых мощей было совершено вскрытие раки с мощами святителя Иоанна «с целью ликвидации культа мертвых тел».

## Повесть о путешествии Иоанна Новгородского на бесе (XV век)
«Повесть…» дошла до нас в составе жития Иоанна, написанного, скорее всего, известным агиографом XV столетия Пахомием Логофетом, в котором она является вторым рассказом («Словом») о жизни святого. До повести следует рассказ ο битве новгородцев с суздальцами, заканчивает житие третий сюжет об обретении мощей Иоанна.

### Сюжет
Бес оказался запертым в умывальнице, когда святой перекрестил этот сосуд с водой, и для избавления ему пришлось одной ночью возить Иоанна в Иерусалим и обратно на поклонение гробу Господню. Бес попросил святого не рассказывать никому о случившемся, но Иоанн использовал этот сюжет, правда, не называя имен, а говоря как бы о ком-то другом. Тогда бес в отместку оклеветал Иоанна, как блудника: бес притворялся женщиной, выходившей из кельи святого, или делал так, что людям виделись в келье женские вещи. Горожане изгнали Иоанна из Новгорода, посадив на плот, но плот поплыл вверх по течению Волхова, и, увидев это чудо, новгородцы стали просить святого вернуться. На месте, где плот пристал к берегу, был поставлен каменный крест, который стоит до сих пор.

## Иконография и влияние
Широкой популярностью пользовался сказ об Иоанне, совершившем паломничество в Иерусалим верхом на бесе. Фольклорный мотив заклятого крестным знамением беса служащего человеку восходит κ древнерусскому сказочному фольклору и нашёл отражение в «Ночи перед Рождеством» Н. В. Гоголя Иногда «Ночь перед Рождеством» напрямую называют переложением повести о путешествии Иоанна на материале южнорусских легенд. Этот сказ послужил идеей для фильма «Монах и бес» 2016 года — мистической драме с элементами комедии. Фильм повествует о монахе, одержимом бесом и летавшем на нём в Иерусалим.
- Митрополит Иоанн IV чествует архиепископа Иоана II, посвящает его в архиепископы; Иоанн получает послание от митрополита
- Архиепископ Илья — Иоанн руководит постройкой церкви Благовещения Пречистой Богородицы в Аркажах
- Деревянная резная фигура с раки с мощами святого с другого ракурса. Новгород, 1559 год